# Silvio Cesare Bonicelli
Silvio Cesare Bonicelli (Bergamo, 31 maart 1932 - aldaar, 6 maart 2009) was een Italiaans bisschop.
Silvio Cesare Bonicelli studeerde recht aan de katholieke universiteit van Milaan. Van 1956 tot 1958 was hij officier bij het 5de Alpijns regiment in Bassano del Grappa.
In 1962 werd hij tot priester gewijd en studeerde hij canoniek recht aan de Pauselijke Universiteit Gregoriana. In 1991 werd hij benoemd tot bisschop van San Severo en in 1996 tot bisschop van Parma. In 2008 ging hij met rust.

## Werken
- Silvio Cesare Bonicelli: I concili particolari da Graziano al Concilio di Trento., Morcelliana 1971 in: Pubblicazioni del Pontificio seminario lombardo in Roma
- Silvio Cesare Bonicelli: Silvio Cesare Bonicelli Vescovo di Parma 1997-2007. Storia, riflessioni e immagini, Mattioli 1885, 2008, ISBN 978-88-6261-02-09